# CDP Netia
CDP Netia (dawniej Crowley Data Poland) – operator telekomunikacyjny utworzony wyłącznie do obsługi biznesu oraz instytucji publicznych, dostawca usług transmisji danych, usług głosowych oraz dostępu do Internetu.
W Polsce rozpoczął działalność w 1999 roku. Jego udziałowcem była amerykańska firma telekomunikacyjna Crowley Data L.L.C. Operator uruchomił w Polsce sieć transmisji danych w oparciu o technologię ATM.

Crowley dostarcza m.in. symetryczny szerokopasmowy dostęp do Internetu, a także dodatkowe usługi w rodzaju sieci VPN, VoIP czy transmisji danych. Do jej klientów należą m.in. Najwyższa Izba Kontroli, TVP, Radio Zet, NBP.
W 2004 roku Crowley został zakwalifikowany przez organizację RIPE NCC (Réseaux IP Européens) do klasy LARGE, zrzeszającej jedynie 5% dużych operatorów internetowych w regionie Europy, Bliskiego Wschodu, Azji Środkowej i krajów Afryki Północnej.
14 grudnia 2011 r. nastąpiło połączenie Crowley Data Poland z Grupą Netia. 2 kwietnia 2012 r. Crowley Data Poland zmienia nazwę na CDP Netia. W dniu 31 sierpnia 2012 r. nastąpiła konsolidacja prawna spółek CDP Netia Sp. z o.o. i Netia SA.